# Emirhan Lepzerin
Emirhan Lepzerin [ɛˈmiɾ χɐːn ləpzeːrin] (dt.: Goldarm) auch Emîr Xan Lepzêrîn genannt, war ein kurdischer Emir im 17. Jahrhundert.
Er herrschte um das Gebiet des Urmia-Sees. Er war ein Khan und Herrscher von Beradost. Nachdem er die Festung DimDim wieder errichtet hatte, betrachtete der schiitische Schah Abbas der Große ihn als Gefahr. Er belagerte die Festung 1606/1610 und eroberte sie schließlich (Schlacht bei Dimdim). Die Kurden wurden nach Chorassan deportiert und an ihrer Stelle die türkischen Afscharen angesiedelt. Emirhan Lepzerin wurde im Kampf gegen den Schiiten Abbas auch von den Herrschern der Mukri unterstützt, die das Gebiet um das heutige Mahabad kontrollierten. Nach Emirhan Lepzerins Niederlage gegen den Großwesir Hatem Beg ordnete Schah Abbas ein Massaker an der Bevölkerung von Beradost und Mahabad an.
| Personendaten    | Personendaten      |
| ---------------- | ------------------ |
| NAME             | Lepzerin, Emirhan  |
| ALTERNATIVNAMEN  | Lepzêrîn, Emîr Xan |
| KURZBESCHREIBUNG | kurdischer Emir    |
| GEBURTSDATUM     | vor 1600           |
| STERBEDATUM      | nach 1610          |